# Augusta Webster
Augusta Webster (30 de enero de 1837 - 5 de septiembre de 1894) nacida en Poole, Dorset como Julia Augusta Davies, fue una poetisa inglesa, dramaturga, ensayista y traductora. Hija del vicealmirante George Davies y Julia Hume, pasó su juventud a bordo del barco Griper mientras él estuvo destinado.
Estudió griego en casa, adquiriendo un interés especial en el teatro griego, y estudió en el Cambridge School of Art. Publicó su primer libro de poesía en 1860 con el seudónimo Cecil Homes.
En 1863 se casó con Thomas Webster, un miembro del Trinity College, Cambridge. Tuvieron una hija, Augusta Georgiana, quien se casó con el reverendo George Theobald Bourke, el hijo más joven de Joseph Bourke, 3rd Earl of Mayo.
Gran parte de la obra de Webster exploraba la condición de la mujer y era una fuerte defensora de los derechos del derecho de las mujeres al voto, trabajando en la rama londinense del Comité nacional Sufragio femenino.
Webster fue la primera escritora que tuvo un cargo electivo, siendo elegida para el London School Board en 1879 y 1885. En 1885 viajó a Italia en un intento de mejorar su delicada salud. Murió el 5 de septiembre de 1894, a los 57 años.
Durante su vida, su obra fue aclamada y fue considerada por algunos como la sucesora de Elizabeth Barrett Browning. Tras su muerte, sin embargo, su reputación se deterioró rápidamente. Desde mediados de 1990 ha vuelto a ganar especial atención por parte de estudiosos como Isobel Armstrong, Angela Leighton y Christine Sutphin. Sus poemas más conocidos incluyen tres extensos monólogos dramáticos de mujeres: "A Castaway," "Circe" y "The Happiest Girl In The World", al igual que su sonetos en secuencia publicados póstumamente, "Mother and Daughter".

## Obras
Poesía
- Blanche Lisle: And Other Poems. 1860
- Lilian Gray. 1864
- Dramatic Studies. 1866
- A Woman Sold and Other Poems. 1867
- Portraits 1870
- A Book of Rhyme 1881
- Mother and Daughter 1895[2]

Traducciones a verso
- Prometheus Bound 1866
- Medea 1868
- Yu-Pe-Ya's Lute. A Chinese Tale in English Verse. 1874

Teatro
- The Auspicious Day 1874
- Disguises 1879
- In a Day 1882
- The Sentence 1887

Novela
- Lesley's Guardians 1864

Ensayos
- A Housewife's Opinions 1878[3]